# Hugo Nápoli
Hugo Nivaldo Napoli conhecido como Hugo Napoli (27 de março de 1937 — 7 de março de 2009) foi um ator brasileiro.
Atuou em mais de 30 peças teatrais, entre elas: Camas Redondas Casais Quadrados; Mulher, a Melhor Opção De Investimento; Meno Male; Dom Quixote; Sua Excelência, o Candidato; É Dando que Se Recebe; A Megera Domada (direção de Cacá Rosset); O Céu Pode Esperar e Melhor Remédio de Todos os Tempos.
Em televisão atuou nas novelas Esmeralda e Pequena Travessa e nos seriados Turma do Gueto, da Rede Record e Som & Fúria, da Rede Globo, onde também protagonizou o especial "Adoniran Barbosa", da série Por Toda a Minha Vida.
Era membro do conselho deliberativo do Esporte Clube Pinheiros desde 1988.